# Epaticcos
Epaticcos (latinisé en Epaticcus) est un roi celte qui régna au Ier siècle sur le peuple brittonique des Atrebates, dans le sud-ouest de l’actuelle Angleterre.
Connu uniquement par des inscriptions monétaires, retrouvées dans la région de Silchester (actuel comté du Hampshire), il est le fils de Tasciovanos et le frère de Cunobelinos. Il appartient à la lignée des souverains des Catuvellauni et des Trinovantes. Epaticcos a régné sur une faction dissidente des Atrebates et il semble être à l’origine du départ de Verica de l’île de Bretagne pour Rome où son intervention aurait déclenché la conquête de l'île par l'Empereur Claude, en 43 ap. J.-C.
Son successeur aurait été Caratacos.